# دکسپانتنول
دکسپانتنول (به انگلیسی: Dexpanthenol)
ویتامین ب5
رده درمانی: آنالوگ ویتامین ب .
اشکال دارویی: کرم موضعی سطحی

## موارد مصرف
دکسپانتنول برای تسکین خارش و کمک به ترمیم پوست در اگزما، درماتوزهای خفیف، زخمهای‌سطحی، گزیدگی و نیش حشرات، پیچک‌سمی، بلوط سمی و زخم قنداق نوزادان مصرف می‌شود. 

## مکانیسم اثر
این دارو یک آنالوگ ویتامین ب کمپلکس است و با تحریک‌اپی‌تلیزاسیون و گرانولاسیون در اگزماهاو درماتوزهای خفیف باعث تسریع بهبودزخم و تسکین خارش می‌شود.

## فارماکوکینتیک
در صورت جذب‌سیستمیک به‌سرعت به اسید پانتوتنیک متابولیزه می‌شود و اغلب به‌شکل کوآنزیمA انتشار می‌یابد. متابولیت‌های دارو عمدتاً از طریق ادرار و بخشی نیز از راه مدفوع‌دفع می‌شوند.

## عوارض جانبی
خارش، لکه‌های قرمز، درماتیت و احساس سوزش پوست ممکن‌است بروز نمایند.